# Fraude à la TVA sur les quotas de carbone
La fraude à la TVA sur les quotas de carbone, parfois improprement appelée fraude à la taxe carbone, est une fraude à la TVA liée à des achats-reventes effectués entre 2008 et 2009 à la bourse du carbone ; une fraude mise en place dans le cadre du système d'échange de quotas d'émission de CO2 institué en 2005 par l'Union européenne.
Elle est considérée comme une des fraudes les plus importantes par son ampleur — sur un temps très court (de novembre 2008 à juin 2009) — au préjudice des budgets des États lésés : près de 6 milliards d'euros à l'échelle européenne, dont environ 1,6 milliard à l’État français. Elle implique de nombreux escrocs qui détournent, pour certains, jusqu'à plusieurs centaines de millions d'euros. La fraude donne lieu à plusieurs procès  en France, à des condamnations suivies de mandats d'arrêts, saisies et amendes. Une très faible partie des sommes détournées ont été recouvrées. Certains escrocs se sont exilés (en Israël pour la plupart) afin d'échapper à la Justice.

## Présentation
Le marché des échanges de quotas de CO2 dans l'industrie est l'un des outils mis en place dans le cadre du protocole de Kyoto, visant à endiguer les émissions de dioxyde de carbone, un des principaux gaz à effet de serre.
Le marché des quotas carbone est une bourse mise en place dans le cadre du système d'échange de quotas d'émission de l'Union européenne (institué en 2005) permettant aux industries et aux compagnies électriques, soumises à un plafond annuel d'émissions de CO2, d'acheter les crédits d'émissions des compagnies se situant en dessous de leur plafond. Ces crédits sont négociés sur des plate-formes comme Bluenext (90 % des transactions pour un montant de près de 10 milliards d'euros en 2008), basée à Paris et filiale commune de la Caisse des dépôts et consignations et de  NYSE Euronext .
La fraude à la TVA sur les quotas de carbone est considérée comme une des plus importantes escroqueries financières par l'ampleur, sur un temps très court, du préjudice pour le budget des États lésés. De novembre 2008 à juin 2009, elle aurait coûté près de 1,6 milliard d'euros aux finances de l’État français. Au niveau européen, ce sont près de 6 milliards d'euros qui disparaissent en moins d'un an.
En France, elle implique de nombreux escrocs qui détournent, pour certains, jusqu'à plusieurs centaines de millions d'euros,. Une fois la fraude découverte, certaines des personnes impliquées fuient en Israël pour tenter d'échapper à la justice française,. Les procès et les recours s'étalent sur plus d'une dizaine d'années. Des condamnations pénales, financières sont devenues définitives et exécutables, ainsi que des saisies. Des mandats d'arrêt internationaux ont été émis pour des condamnés qui n'étaient pas présents à l'énoncé des jugements.
Malgré des saisies de propriétés immobilières, de yachts, de voitures, de montres, d'autres objets de luxe, de centaines de milliers d'euros (en espèces) et également des cautions, des amendes prononcées au cours des procès, la majeure partie de l'argent détourné des caisses de l'État français et des autres États européens, n’a pas été récupéré.

### Contexte
En octobre 2003, l'Union européenne, par sa directive 2003/87/CE, instaure un système d'échange financier de quotas carbone au niveau européen. Cette directive communautaire « n’avait posé comme condition à l’ouverture d’un compte de quotas [carbone] dans le registre [national de quotas] que l’obligation de justifier de son identité et de son adresse. La vérification systématique par la Caisse des dépôts et consignations de ces informations s’est faite dans un premier temps sans aucun contact physique avec les demandeurs même pour ceux qui n’étaient ni des entreprises assujetties aux quotas, ni des organismes financiers ».
En 2004, la Commission européenne propose que le carbone soit soumis à la TVA. La proposition est adoptée par tous les grands pays européens.
Après une phase de test (2005-2007), la Caisse des dépôts lance, en 2008, le marché français du CO2 via sa filiale Bluenext.

### Fonctionnement
Les fraudeurs ont appliqué la recette de la fraude à la TVA à la nouvelle bourse du carbone. Auparavant, cette fraude portait sur des produits physiques ; par exemple : pour la fraude à la TVA classique, des conteneurs entiers de jeans ou d'ordinateurs devaient être achetés, puis revendus toutes taxes comprises, par des entreprises qui disparaissaient avant que l'État ne leur demande le remboursement de la TVA perçue. Une des difficultés de cette technique est la gestion logistique des marchandises et aussi la relation avec l'administration des douanes.
À l'opposé, les quotas financiers carbone sont entièrement dématérialisés. La fraude à la TVA sur les quotas carbone est réalisée de manière électronique, à partir d'un ordinateur, en effectuant les transactions sur la bourse dédiée ; les fraudeurs, à la tête d'entreprises factices et utilisant des prête-noms, disparaissent ainsi rapidement, après avoir détourné la TVA.

Selon un des escrocs : « J’ai travaillé dur pour mes escroqueries. Mais là, le CO2, c’était pas du boulot. ». Selon l'ancien directeur de Tracfin : 

« On a appliqué un système de marché financier à des actifs qui n'en étaient pas. Comme si pour l'impôt sur le revenu, on avait mis en place une bourse de revente des certificats d'imposition. C'est une très bonne illustration du problème de la financiarisation et de la boursification  à tous crins de l'économie. En plus, les émissions de CO2, surtout à cette époque, c'était parfaitement invérifiable. Personne ne savait mesurer ça correctement. (...) On est face à une usine à gaz pensée par les plus grands polytechniciens et on se fait plumer par une bande d'escrocs dont certains ne savent pas écrire » »

Pendant 18 mois, les mêmes quotas carbone font des rotations entre la France et l'étranger, en passant par des sociétés fictives dirigées par des prête-noms. Il s'agit d'acheter des quotas hors TVA par l'intermédiaire d'une société fictive dans un pays étranger, de les revendre en France (à un prix incluant la TVA) à une autre société fictive, puis d'investir les fonds dans une nouvelle opération, en revendant les quotas carbones à une entreprise de l'Union européenne en se faisant rembourser la TVA (Carrousel sur la TVA). La TVA de 19,6 % n'est jamais reversée à l'État, les entreprises en cause disparaissant avant que les services de l'État ne réagissent. L'argent détourné est placé sur un compte en Chine, puis blanchi,.

Plus généralement, selon la Cour des comptes : 

« les sommes détournées ont été aussitôt transférées vers des pays peu coopératifs en matière de lutte contre la fraude ou peu concernés par le respect des engagements du protocole de Kyoto (Géorgie, Hong Kong, Monténégro, Singapour, etc.). »

### Fraude et découverte
Le premier à identifier la faille serait Grégory Zaoui, qui gagne des sommes importantes en lançant des sociétés fictives échangeant des certificats de CO2 et se faisant rembourser la TVA. L'escroquerie est ensuite partagée au sein du milieu de Belleville.
Afin d'investir davantage — et escroquer davantage l’État — il suffit d'injecter des sommes d'argent importantes. C'est ainsi que de riches personnalités comme Arnaud Mimran se lancent dans la faille. Certains escrocs, comme Cyril Astruc, auraient détourné individuellement jusqu'à plusieurs centaines de millions d'euros.
Devant l'ampleur de la fraude, les autorités françaises prennent conscience de la gravité de la situation. Les opérations sont exonérées de TVA à partir de juin 2009 en France,.
À la suite de cette fraude — qui a permis de détourner entre 1,6 et 1,8 milliard d'euros en France en 2008 et 2009 et entre 5 et 10 milliards d'euros pour l'ensemble des États membres de l’Union européenne selon Europol — la TVA sur les quotas a été supprimée,.

### Analyse et responsabilités institutionnelles
La Cour des comptes souligne, dans les conclusions du rapport dédié, que : 

« La fraude à la TVA sur les quotas de carbone est la fraude fiscale la plus importante jamais enregistrée en France en un temps aussi bref. Elle montre les défauts de réglementation d’un marché où se cumulent la naïveté face à l’imagination des fraudeurs et les erreurs de perception du risque des gestionnaires du marché comme de l’administration. »

Selon Le Monde : « Les rapporteurs expliquent que l'ampleur de cette fraude a été facilitée par les « trois failles originelles » du marché européen du carbone : le régime de la perception de la TVA n'avait pas été sécurisé, l'accès au marché était extrêmement simple et peu contrôlé, le marché lui-même n'était soumis à aucun contrôle externe »

## Suites judiciaires
En 2023, 28 personnes sur les 88 condamnées par la justice française pour cette fraude, sont considérées comme « en fuite » en Israël.

### Procès de septembre 2011
Le procès se déroule du 12 septembre au 12 octobre 2011.
- Parmi les accusés : Fabrice Sakoun et David Illouz ;
- parties civiles : la Caisse des Dépôts (CDC), la Bourse du carbone BlueNext et le courtier Voltalia[18].

Le jugement a été prononcé le 11 janvier 2012 ; les condamnations sont les suivantes :
- Fabrice Sakoun : cinq ans de prison et 1 million d'euros d'amende[20] ;
- Haroun Cohen : quatre ans de prison et 1 million d'euros d'amende, il se réfugie en Israël [21] ;
- Elie Balouka : 30 mois de prison dont six mois avec sursis et 100 000 euros d'amende ;
- David Illouz : trois ans de prison et 100 000 euros d'amende ;
- Sid Foudil : un an de prison.

### Procès de mai 2016
Le procès, relatif à un montant de 283 M€ de TVA non perçus, se tient devant la 32e chambre du tribunal correctionnel de Paris du 2 au 30 mai 2016. Parmi les personnes accusées d'avoir participé à la fraude, on trouve :
- Grégory Zaoui ;
- Gilbert Chikli : concepteur de l'arnaque « au faux président » ;
- Arnaud Mimran ;
- Mardoché Mouly (alias Marco ou « Coco ») ;
- Cyril Mouly : neveu de Mardoché Mouly et surnommé « The Frenchman »[23]. Un mystère entoure la mort de son aide, Albert Taieb, assassiné en avril 2014 de dix coups de poignard par deux hommes[24] ;
- Samy Souied : assassiné en 2010[25].

Mardoché Mouly, ami proche de Samy Souied est interpellé fin avril 2013 à Paris et placé en détention à Nanterre. Bien que présent à toutes les audiences de son procès, il ne se présente pas au délibéré le 7 juillet.
Le jugement est rendu le 7 juillet 2016. Arnaud Mimran et Mardoché Mouly sont condamnés à huit ans de prison et 283 M€ de dommages et intérêts à verser à l'État français. Le tribunal ordonne l'incarcération immédiate du premier et délivre un mandat d'arrêt à l'encontre du second, qui n'est pas présent au délibéré. Par ailleurs, le courtier polonais Jarosław Kłapucki est condamné à sept ans de prison et 1 M€ d'amende, avec incarcération immédiate. Les autres prévenus sont condamnés à des peines allant de un à huit ans de prison.
Mardoché Mouly est arrêté en Suisse le 15 novembre 2016, après que le tribunal a délivré un mandat d’arrêt contre lui.
La cour d’appel de Paris confirme, le 28 juin 2017, les peines de première instance à l'encontre d'Arnaud Mimran et Marco Mouly. En complément, la cour ajoute une peine de confiscation de leur patrimoine à hauteur du montant de l’escroquerie. Jaroslaw Klapucki est, pour sa part, relaxé en appel.
Marco Mouly est placé en semi-liberté en avril 2020.

### Procès de mai 2018
La fraude, objet du procès, est estimée à 385 millions d'euros, 36 personnes sont suspectées dans le plus gros dossier d'escroquerie à la TVA sur des quotas d'émissions de carbone issu du marché européen,.
L'arnaque est réalisée à partir de la région marseillaise entre 2006 et 2009 autour de Christiane Melgrani, « ingénieure commerciale » dans une société de bâtiment, après avoir été enseignante en mathématiques et gérante de bar, ; elle est condamnée en 2018 à neuf ans de prison et 3 millions d’euros d’amende et ne fait pas appel.
La cour d’appel de Paris confirme, le 6 mars 2020, la condamnation à huit ans de prison et 10 millions d’euros d’amende de Gad Chetrit, pour avoir joué le rôle de trader ; la cour émet un mandat d’arrêt contre lui.
L'autre trader, Éric Castiel, est condamné en appel à six ans de prison et 5 millions d’euros d’amende. Sous le coup d'un mandat d'arrêt, il est installé en Israël,.
Les enquêteurs mettent aussi en évidence le rôle important d'un acteur de la fraude, Grégory Zaoui, dans la « dissimulation » du produit de cette fraude.

### Procès de février 2019
Entre 2007 et 2009, 74 millions d’euros sont soustraits au fisc dans le cadre de cette gigantesque escroquerie à la TVA sur le marché du CO2. Parmi les seize hommes qui comparaissaient — essentiellement pour escroquerie ou pour blanchiment d’argent — les frères Fabrice, Richard et Mike Touil, considérés comme les cerveaux, sont condamnés à des peines allant de cinq à sept ans de détention. Grégory Zaoui, déjà condamné en mai 2018 à Paris à six ans de prison et 200 000 euros d’amende dans le dossier dit « marseillais » qui porte sur 385 millions  d’euros détournés, est relaxé dans ce dossier.

### Fraudeurs condamnés
- Claude Bauduin : l'homme de paille de Yannick Dacheville[34], est condamné fin 2011 à trois ans de prison par un juge de Francfort[26] ;
- Cyril Astruc (alias Alex Khann)[35] : fait l’objet de cinq mandats d’arrêt pour escroquerie à la TVA sur les quotas de carbone en France et en Belgique, corruption dans l’affaire Neyret et trafic de stupéfiants[26]. Il est incarcéré début 2014 pendant quinze mois à la prison de Fresnes (Val-de-Marne)[22]. En 2019 il est condamné à dix ans de prison et 1 million d'euros d'amende par la cour d'appel de Paris, qui maintient le mandat d'arrêt contre lui[36]. En 2023, il est réfugié en Israël[37] ;
- Fabrice Sakoun : est condamné à cinq ans de prison lors du jugement du 11 janvier 2012 par le tribunal correctionnel de Paris, il est âgé de 38 ans[38] ;
- Grégory Zaoui : un des tout premiers acteurs de la fraude sur le marché parisien[39], ami proche de Fabrice Sakoun[26], est incarcéré à la prison de la Santé à la suite de deux condamnations à huit et six ans de prison. Il est libéré en 2020 sous bracelet électronique. En 2023, il est candidat à la députation dans la 9e circonscription des Français établis hors de France (Afrique de l'ouest, Maghreb)[40],[41],[42] ;
- Michel Keslassy : est condamné en juin 2013 à trois ans et demi de prison et 65,5 millions d’euros d'amende. Il se réfugie en Israël[43],[21] ;
- Stéphane Alzraa : est mis en examen le 13 janvier 2012 pour fraude à la TVA sur les quotas de carbone[26] et condamné en 2014 à 30 mois de prison pour abus de biens sociaux[22] ;
- Eddie Abittan : est condamné en septembre 2018 à six ans de prison en son absence et 2 millions d'euros d’amende pour « escroquerie » et « blanchiment en bande organisée ». Il vit à Ra’ananna, près de Tel-Aviv, en Israël[44].

### Samy Souied
Samy Souied est un proche d'Arnaud Mimran habitué des champs de course et des cercles de jeu. Il est connu des services de police pour être mêlé à plusieurs arnaques à la fausse publicité et pour des faits de blanchiment d'argent en lien avec le monde hippique (d'où son surnom de « caïd des hippodromes »). Il est l’instigateur présumé de l'arnaque aux quotas de carbone.
Le 14 septembre 2010, aux alentours de 20 h, devant le parvis du Palais des Congrès, Porte Maillot, Souied, alors âgé de 44 ans, est abattu de douze balles de calibre 7,65 mm par deux individus en scooter,. Arnaud Mimran, suspecté d'avoir commandité le meurtre, est mis en examen pour assassinat en 2021,.

## Films inspirés de l'affaire
- Carbone, thriller policier d'Olivier Marchal, sorti en 2017[48] ;
- Les Rois de l'arnaque, série documentaire, 2021, Netflix[49] ;
- D'argent et de sang, série de Xavier Giannoli, sortie en 2023 sur Canal+[50] et inspirée du livre éponyme de Fabrice Arfi ;
- Le Cerveau 2.0, film réalisé par David Serero, consacré à Grégory Zaoui[50].